# Sílvio Laureano
Sílvio Alvim Laureano, mais conhecido como Silvinho (Atibaia, 19 de abril de 1981) é um handebolista brasileiro, que joga pela ponta direita.

## Trajetória desportiva
Silvinho começou no esporte aos 17 anos, idade considerada tardia para a prática da modalidade. Sempre gostou de esportes, mas demorou a encontrar um com que se identificasse. Foi no colégio, em Atibaia, que o jogador começou no handebol, mas não tinha ainda pretensões de continuar na carreira de atleta, até passar a disputar competições nos times da cidade.
O seu início profissional aconteceu em 2002, em Americana, também no interior de São Paulo. Depois de jogar em Americana, passou uma temporada jogando no Handebol São Caetano, onde foi reconhecido como uma promessa brasileira. Depois, jogou no Handebol Londrina. Tempos depois, Silvinho voltou a jogar no São Caetano; com apenas 1,70 m de altura, isso não comprometeu seu desempenho.
Tardia também foi a primeira convocação de Silvinho para a seleção brasileira; aos 26 anos, ele foi chamado pelo técnico espanhol Jordi Ribera para representar o Brasil em casa, no Jogos Pan-Americanos de 2007, no Rio de Janeiro. A convocação foi uma surpresa para todos, inclusive para o jogador. O Pan-Americano foi a primeira competição internacional de Silvinho, que disputou sua vaga com um dos seus ídolos, Fábio Vanini.
Silvinho não entrou na partida final do Pan do Rio de Janeiro, contra a Argentina, mas participou de uma cena lamentável: ele foi agredido por um argentino na confusão que marcou o fim da decisão. Mesmo com o rosto sangrando, ele pôde vibrar com a medalha de ouro conquistada, e que garantiu a vaga para os Jogos Olímpicos de 2008 em Pequim, e do qual ele participou. e onde obteve a décima primeira colocação.